# Мизунка
Мизу́нка (Мизынка) — река в Калушском районе Ивано-Франковской области Украины, левый приток Свичи (бассейн Днестра). На Мизунке расположено село Вышков.
Длина реки — 51 км, площадь водосборного бассейна — 344 км². Река берёт исток из источников в Украинских Карпатах (на юго-востоке от горы Магура) на высоте 1075 м над уровнем моря. Долина V-образная, шириной до 1 км, пойма двухсторонняя, шириной до 100 м. Русло слабоизвилистое, широкое, с большим количеством порогов и перекатов. Уклон реки 11,1 м/км.
Питание снеговое и дождевое. Мизунка имеет паводковый режим. Замерзает в конце декабря — начале января, вскрывается к середине марта. Ледоход нестойкий. На реке сооружены дамбы, есть небольшая ГЭС. Вода используется в основном для сельскохозяйственных нужд.